# Effectenbeurs van Praag

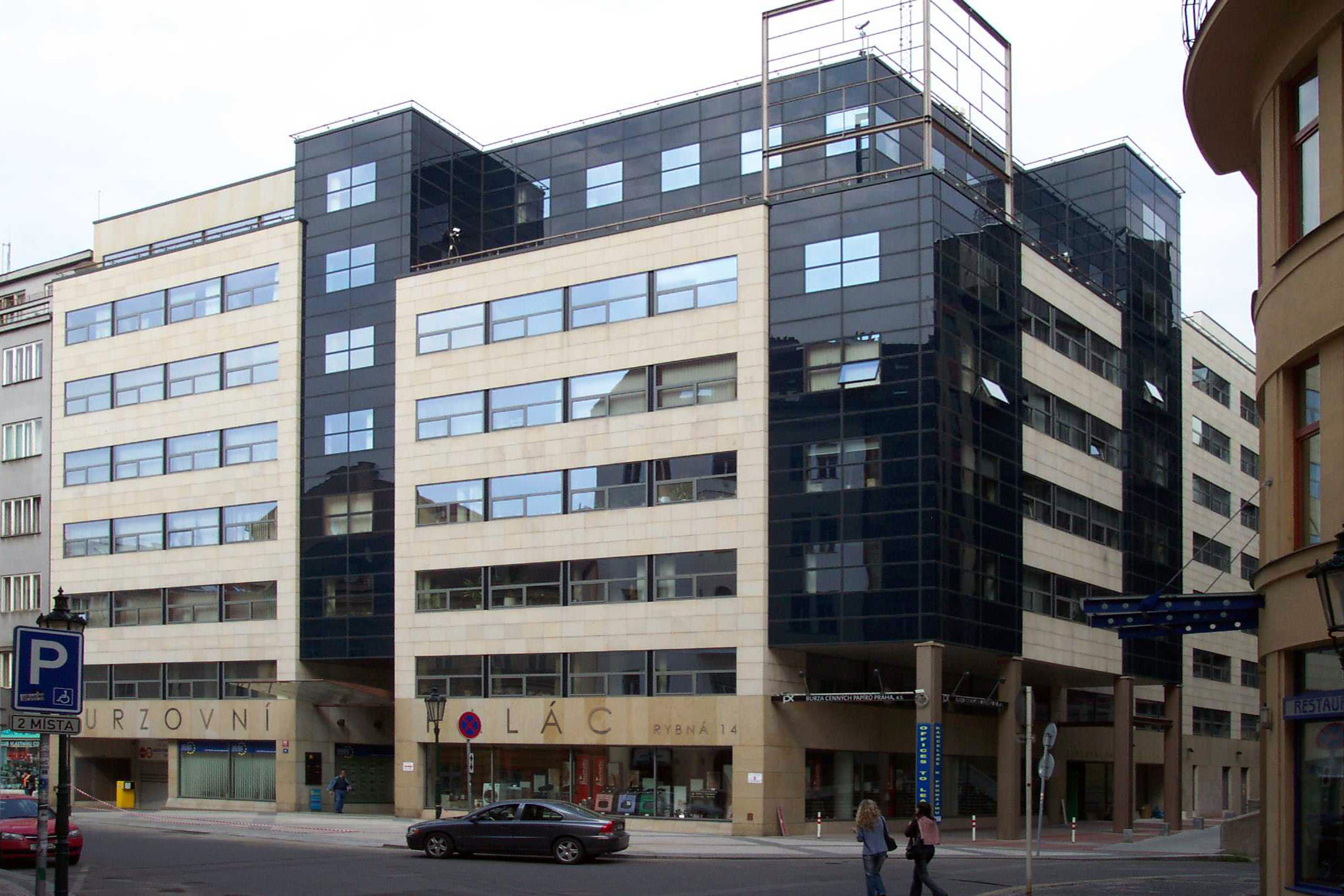
Het beursgebouw van de Praagse beurs

De Effectenbeurs van Praag (Tsjechisch: Burza cenných papírů Praha, a.s., BCPP, Engels: Prague Stock Exchange, PSE) is de beurs van Tsjechië, gevestigd in de hoofdstad Praag. 
De beurshandel in Praag begon al in 1861, de huidige Praagse effectenbeurs werd opgericht op 24 november 1992 en de handel begon op 6 april 1993. Het beursgebouw van de PSE is gevestigd in het stadsdistrict Praag 1.
De belangrijkste beursindex van de Praagse beurs is de PX Index. 